# 安德尔河畔韦尔讷伊
安德尔河畔韦尔讷伊（法語：Verneuil-sur-Indre，法語發音：[vɛʁnœj syʁ ɛ̃dʁ] ⓘ）是法国安德尔-卢瓦尔省的一个市镇，属于洛什区。

## 地理
安德尔河畔韦尔讷伊（47°3'22"N, 1°2'31"E）面积39.63 平方千米，位于法国中央-卢瓦尔河谷大区安德尔-卢瓦尔省，该省份为法国中西部省份，北起萨尔特省、东北接卢瓦-谢尔省，东南接安德尔省，南至维埃纳省，西临曼恩-卢瓦尔省。
与安德尔河畔韦尔讷伊接壤的市镇（或旧市镇、城区）包括：弗莱雷拉里维耶尔、贝堡、布里多雷、佩吕松、圣弗洛维耶、圣伊波利特、圣让-圣日耳曼、圣瑟诺克。

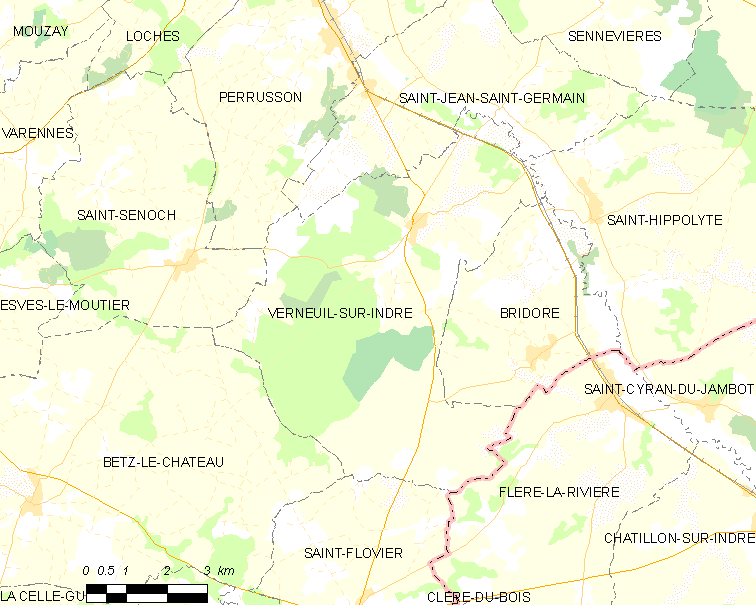
安德尔河畔韦尔讷伊的OSM定位图

安德尔河畔韦尔讷伊的时区为UTC+01:00、UTC+02:00（夏令时）。

## 行政
安德尔河畔韦尔讷伊的邮政编码为37600，INSEE市镇编码为37269。

## 政治
安德尔河畔韦尔讷伊所属的省级选区为洛什县。

## 人口

1962-2008年间安德尔河畔韦尔讷伊人口变化图示

安德尔河畔韦尔讷伊于2022年1月1日时的人口数量为467人。